# Fiametta
A Fiametta olasz eredetű női név, jelentése: lángocska.

## Rokon nevek
- Fiamma:[1] a Fiametta alakváltozata.

## Gyakorisága
Az 1990-es években a Fiametta és a Fiamma szórványos név, a 2000-es években nem szerepelnek a 100 leggyakoribb női név között.

## Névnapok
- február 1.[2]
- május 22.[1]

## Híres Fiametták
- Boccaccio szerelmének neve